# مغيران (شميل)
مغیران (بالفارسية: مغیران) هي قرية تقع في إيران في قسم شمیل الريفي. يقدر عدد سكانها بـ 429 نسمة بحسب إحصاء 2016.